# Hasina Jalal
 (novembre 2021).
Pour les articles homonymes, voir Jalal.
Hasina Jalal (en persan: حسینه جلال) est une militante des droits des femmes et de la démocratie en Afghanistan. En 2014, Jalal est élu par vote public pour recevoir le N-Peace Awards (en) du bureau régional Asie-Pacifique du PNUD et le conseiller spécial du Secrétaire général des Nations unies pour l'Université pour la paix,,.

## Biographie
Hasina Jalal est la fille de Faizullah Jalal, professeur de droit, et de Massouda Jalal, médecin qui fut ministre des Affaires féminines dans le gouvernement afghan. Elle obtient son diplôme de premier cycle en économie à l'Université Jamia Millia Islamia (en) en Inde. Elle est titulaire d'une maîtrise en administration des affaires de l'université américaine d'Afghanistan et poursuit ses études en études sur les femmes et le genre à l'université du nord de l'Iowa en tant que boursière Fulbright. Jalal participe à la fondation et à la gestion de plusieurs organisations de la société civile en Afghanistan et au niveau régional de l'Asie du Sud. Elle est la directrice fondatrice de l'Association nationale de la société civile afghane. Elle représente l'Afghanistan dans diverses organisations régionales et internationales et a cofonde la première alliance de femmes sud-asiatiques sur les droits économiques, sociaux et culturels des femmes au Sri Lanka. Hasina Jalal s'efforce de promouvoir le rétablissement de la paix, l'égalité et la démocratie, et de lutter contre les inégalités et les injustices institutionnalisées et normalisées, y compris les inégalités entre les sexes, en particulier la violence à l'égard des femmes. Elle est cofondatrice du Centre d'autonomisation et de renforcement des capacités des femmes afghanes et de la Coalition des femmes d'Asie du Sud pour la coopération.
Jalal travaille au gouvernement afghan en tant que chef d'équipe de recherche au palais présidentiel où elle dirige une équipe de chercheurs, mène des recherches axées sur les politiques et présente des conclusions et des recommandations au président afghan. Elle travaille également comme conseillère politique et directrice de la gestion des programmes et de la coordination des donateurs au ministère des Mines et du Pétrole de l'Afghanistan. Dans ce rôle, entre autres, elle supervise la gestion et la mise en œuvre de tous les projets, programmes et initiatives financés par l'aide étrangère au ministère et fournit des conseils stratégiques au ministre. Elle enseigne également l'économie aux étudiants du baccalauréat en administration des affaires dans plusieurs universités basées à Kaboul.
Les efforts et l'activisme d'Hasina pour l'égalité des sexes, les droits de l'homme, l'autonomisation des femmes et la démocratie en Afghanistan sont récompensés par plusieurs prix et distinctions régionaux et internationaux. En 2012, les coalitions des femmes rurales asiatiques (ARWC) reconnaissant ses efforts avec le Honoring 100 Asian Women Award. En 2014, elle est élue par vote public pour recevoir le "N-Peace Award" du bureau régional Asie-Pacifique du PNUD et la conseillère spéciale du Secrétaire général des Nations unies pour l'Université pour la paix,,. Elle reçoit également le Global Women Leadership Award décerné par le CSR,. En 2017, elle reçoit le World Super Achiever Award par le Congrès mondial des droits de l'homme. En 2020, elle reçoit le prix Iconic Women Creating a Better World for All Award décerné par le Forum économique des femmes et le public afghan vote pour qu'elle reçoive le prix des 45 femmes afghanes les plus influentes,,.
Hasina Jalal parle couramment le persan, le pachto, l'anglais, le turc, l'hindi et l'ourdou, et parle quelque peu les langues pendjabi, arabe et ouzbek.